# 大城子站
40°23′34″N 117°06′37″E / 40.392738°N 117.110207°E
大城子站是一个京承线上的铁路车站，位于中华人民共和国北京市密云区大城子镇，建于1956年，目前为四等站，目前客运：办理旅客乘降；不办理行李、包裹托运；货运：办理整车、零担货物发到。